# Federazione di rugby a 15 di Andorra
La Federazione andorrana di rugby (in catalano Federació Andorrana de Rugby) è l'organo che governa il rugby a 15 ad Andorra. Fu fondata nel 1986 e venne affiliata all'International Rugby Board nel 1991.